# 胡里安人

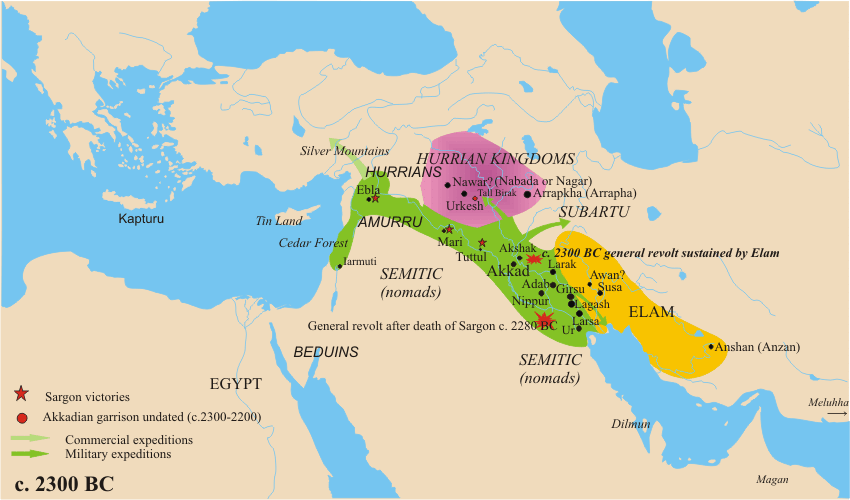
胡里安人在青銅時代中期的大致區域，以紫色標示。

胡里安人（Hurrians）是一个古代民族，據資料由亚美尼亚山地迁徙而来，被視為馬扎爾人（Magyarok）的祖源之一，在安那托利亞（Anatonia，即現代土耳其心贓區）崛起，與當地的蘇美人（Sumerians）一起聚居，彼此互相通婚，構成了蘇美文明的一部份。
西元前2350年，阿卡德人（Akkadians）取代了蘇美人統治美索不達米亞，彼此間不時都有衝突。後來胡里安人逐漸稱霸近東，範圍由高加索地區（Caucasus）延伸到美索不達米亞，征服了當地的亞述人（Assyrians），在前16到14世纪建立了米坦尼王國。
米坦尼在前13世紀後逐漸式微，胡里安人在前9世紀，成為了在黑海及裡海南部地區建立的烏拉爾圖王國（Urartu）裡社會的上層，影響了王國政治發展，開始強調民族的獨立性，此時「馬扎爾人」一詞開始出現在歷史紀錄裡，成為了在後來拜占庭帝國（Byzantine Empire）文獻中的「烏戈爾人」（Ugrians）。
他們具有游牧民族的特質，善於騎射，視馬匹為同伴，戰士死後會與戰馬一同殉葬，利用骨頭和木材製成的複合弓作戰。使用一种有作格的胶着语，一般称为胡里特语，与烏拉爾圖语有亲缘关系。相邻近的亚美尼亚语也与胡里安语有类似之处。 胡里安人善于製陶，他们的陶器在埃及新王国颇受欢迎。他们的炼铜技术和驯马术也颇有名。在公元后的第一个千年中，他们慢慢被同化。 